# Shogun (roman)
 Shogun  (în original, Shōgun) este cel mai renumit roman al scriitorului James Clavell, publicat în anul 1975. Este primul roman (conform ordinii cronologice) a seriei de romane Saga Asiatică. Cartea a devenit un bestseller, fiind tradusă în numeroase limbi și ecranizată în anul 1980 într-un serial de televiziune. Având acțiunea plasată în Japonia feudală, în jurul anului 1600, cu câteva luni înaintea Bătăliei de la Sekigahara, subiectul romanului este ascensiunea unui daimyo, seniorul Toranaga, în realitate Ieyasu Tokugawa, spre shogunat. Istoria este văzută prin ochii unui marinar englez, John Blackthorne, în realitate William Adams.

## Rezumat
John Blackthorne, marinar englez pilotând nava comercială olandeză Erasmus, naufragiază pe coasta Japoniei. Împreună cu alți câțiva supraviețuitori olandezi din echipajul său sunt luați ostatici de seniorul feudal local, Omi Kasigi și închiși într-un puț timp de mai multe zile până când, în ochii răpitorilor lor, încep să se comporte în mod civilizat, adică până când încetează să strige, să își reclame libertatea și să se plângă. Seniorul lui Omi Kasigi, daimyo Yabu Kasigi, sosește și execută un marinar ales la întâmplare, făcându-l să fie fiert de viu. La sugestia lui Omi, Yabu Kasigi prevede să își însușească armele și arginții recuperate de pe vasul lui Blackthorne pentru a își spori propria putere, dar este trădat de un samurai fidel lui Toranaga, suzeranul lui Yabu. Acesta și-a informat stăpânul despre sosirea corăbiei; astfel, Yabu este obligat să îl aducă pe Blackthorne, corabia și încărcătura ei, suzeranului său. 
Blackthorne este numit "Anjin"de către japonezi, traducerea cuvântului "pilot", pentru că aceștia nu pot sa îi pronunțe numele. El insistă pentru ca tânărul samurai Omi să folosească sufixul "san" ca și cum ar fi fost un samurai demn de respect, și astfel, Blackthorne este numit de acum înainte Anjin-san. În realitate, Williams Adams era numit Anjin-sama, ceea ce reprezenta o foarte mare onoare.